# 小倉倹司
小倉 倹司（おぐら けんじ、1861年4月19日（文久元年3月10日） - 1946年（昭和21年））は、陸地測量部の測量官を務めた陸軍技師。日本で最初のフィルムによる写真撮影を実施したとされる者として知られている。

## 来歴・人物
文久元年に現在の茨城県にて小倉元心の次男として生まれる。東京帝国大学理科選科を卒業。1887年（明治20年）に陸地測量部の前身組織である参謀本部陸軍部測量局に技生傭として奉職。1889年（明治22年）5月に小川一真、江崎礼二らとともに日本寫眞會の設立に関わる。同年12月25日、陸地測量部陸地測量手（判任官）に任官し、1892年（明治25年）7月6日、陸軍砲工学校敷地内において繋留気球から軍用空中写真の撮影に成功した。1894年（明治27年）、日清戦争に陸地測量部の従軍写真班として従事、翌年帰国した。このときの撮影は、日本で最初の公式戦争記録である。併せて、従来の写真乾板に代わってフィルムが使用され、これが日本における写真フィルム使用の最初ではないかといわれている。
1895年（明治28年）10月にオーストリアに写真製版技術研究のため留学を命ぜられ、帰朝後の1899年（明治32年）7月5日、陸地測量師（高等官七等）に任ぜられる。留学先であったオーストリア陸地測量部のアルチュール・フォン・ヒューブルらから学んだコロジオンエマルジオン法による写真乾板を使って3色版の研究を行い、一般刊行物では日本で最初の3色版印刷物を発表した（明治35年7月15日発行の「文藝倶楽部」第8巻第10号の口絵に発表した「薔薇花」）。明治35年11月には、これを参謀本部において天覧に供した。こうした試みが、後の地図複製技術の基礎となった。1903年（明治36年）7月20日、海軍技師兼任となり、水路部測量科兼図誌科科員に補される。1904年（明治37年）5月14日、大本営付となり、同年6月11日、高等官六等に陞進。

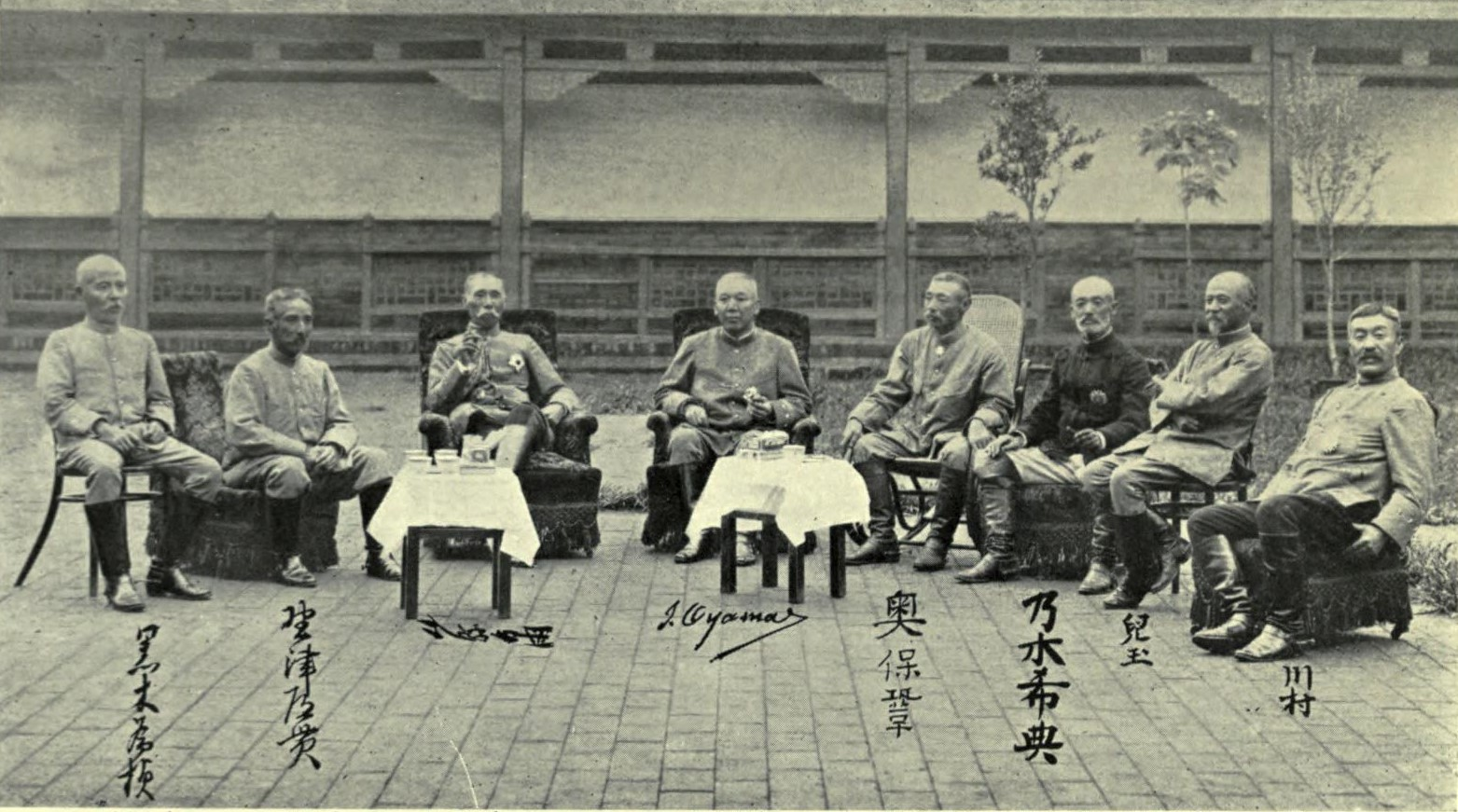
小倉が1905年（明治38年）7月26日夕刻に撮影した奉天城内二元帥六大将の会見

日露戦争にも大本営写真班の班長として第2軍司令部に付属して戦地派遣を命ぜられ、小倉が1905年（明治38年）7月26日夕刻に撮影した奉天城内二元帥六大将の会見は、有名な絵葉書となった。1914年（大正3年）4月15日、農商務省から東京大正博覧会審査官を嘱託され、同年6月23日高等官五等に、1918年（大正7年）6月29日高等官四等に陞進。
1919年（大正8年）1月28日依願免官となり、引き続き陸地測量部において写真製版に関する業務嘱託となった。

## 栄典
- 1895年（明治28年）
  - 11月18日 - 明治二十七八年従軍記章[11]
  - 12月7日 - 勲八等白色桐葉章[12]
- 1899年（明治32年）10月20日 - 従七位[13]
- 1900年（明治33年）12月20日 - 勲七等瑞宝章[14]
- 1902年（明治35年）12月27日 - 勲六等瑞宝章[15]
- 1904年（明治37年）8月4日 - 正七位[16]
- 1905年（明治38年）12月22日 - 勲五等瑞宝章[17]
- 1906年（明治39年）4月1日 - 勲四等旭日小綬章、明治三十七八年従軍記章[18]
- 1909年（明治42年）10月20日 - 従六位[19]
- 1914年（大正3年）11月10日 - 正六位[20]
- 1915年（大正4年）11月7日 - 大正三四年従軍記章[21]
- 1918年（大正7年）8月29日 - 勲三等瑞宝章[22]
- 1919年（大正8年）2月27日 - 従五位[23]